# Deutsch-Türkisches Wissenschaftsjahr
Das Deutsch-Türkische Wissenschaftsjahr (DTWJ) oder Deutsch-Türkisches Jahr der Forschung, Bildung und Innovation 2014 ist eine Initiative zur Förderung der deutsch-türkischen Beziehungen. Sie steht unter dem Motto „Science Bridging Nations“ und befasst sich mit Zukunftsthemen, speziell mit Angewandter Wissenschaft in Schlüsseltechnologien, dem globalen und gesellschaftlichen Wandel. Zu den Partnern gehören u. a. Forschungsorganisationen, die Türkisch-Deutsche Industrie- und Handelskammer, die TU9, das Deutsch Archäologisches Institut und Wirtschafts- und Industrieverbände sowie mehrere Bundesministerien. Auf türkischer Seite sind das u. a. Universitäten, Forschungseinrichtungen, die Türkiye Bilimler Akademisi, der Türkische Hochschulrat und mehrere Ministerien. Es wird ein Ideenwettbewerb ausgeschrieben.